# Corner River
Corner River är ett vattendrag i Kanada.   Det ligger i provinsen Ontario, i den östra delen av landet, 700 km norr om huvudstaden Ottawa.
I omgivningarna runt Corner River växer i huvudsak barrskog. Trakten runt Corner River är nära nog obefolkad, med mindre än två invånare per kvadratkilometer.